# 韩幽桐
韩幽桐（1908年—1985年），原名韩桂琴，女，回族，黑龙江宁安人，中华人民共和国法学家、司法官员:67。

## 生平
韩桂琴出生于吉林省绥芬厅（今黑龙江省宁安市境内）一个贫苦的回民家庭，在兄弟姐妹五人中排行最小。1923年，宁安县高等小学毕业后，韩桂琴进入吉林省师范，后转入省立女中。1925年，参加五四反帝爱国运动。1926年5月，进入北京师范大学校师范学院附属中学。结识中共北京地下党负责人郭隆真。同年8月，由郭隆真介绍加入中国共产党。1927年暑假，考入京师大学校法学院，攻读政治学和法学。同年12月，与同学赵连芳一同被捕。同时，被捕的还有她的表兄、中共北京市委书记马骏，以及张友渔。由教育总长兼京师大学校校长刘哲出面作保，获释返回家乡宁安:67。后又返回北京读书:68。
1931年九一八事件后，韩桂琴成为北平学生抗日联合会负责人，领导学生运动。与北平学生南下南京，被国民政府镇压。因打砸国民党中央党部、中央报社，返回北平后被捕。张友渔请北平大学法学院院长白鹏飞作保，获释。1932年，毕业于北平大学法学院。1933年，成为日本东京帝国大学法学部研究生，导师横田喜三郎。1937年夏，韩桂琴毕业回国，改名韩幽桐。此后，从事华北抗日救亡运动和左翼文化运动:68。1933年夏，韩幽桐和张友渔结婚。
1946年，韩幽桐抵达东北解放区，担任松江省教育厅厅长兼行知师范学校校长。1949年，调任天津，担任天津市教育局局长。1950年，调任北京，担任中央教育部中等教育司副司长:69。后任最高人民法院华北分院副院长。1954年，当选第一届全国人民代表大会代表。1958年，任宁夏回族自治区高级人民法院首任院长:70。